# Les Fainéants dans la vallée fertile
Pour le film, voir Les Fainéants de la vallée fertile.
Les Fainéants dans la vallée fertile est un roman de l'écrivain égyptien francophone Albert Cossery paru en 1948 aux éditions Domat.

## Résumé
Dans une petite ville de la vallée du Nil, trois frères vivent dans la maison de leur vieux père Hafez, avec leur oncle Mustapha et Hoda, la fille à tout faire. Chacun à sa façon a décidé d'aborder la vie de manière détachée que d'aucuns considèrent paresseuse. Rafik ne travaille pas mais, observateur cynique, philosophe sur le sens des choses, de son pays et de la vie ; Serag possèderait un diplôme d'ingénieur mais ne se désespère pas vraiment de voir l'usine proche – dans laquelle il pense ou prétend devoir travailler –, laissée à l'abandon en cours de construction ; enfin Galal dort depuis sept ans ne s'activant que pour manger. Un problème majeur surgit lorsque leur vieux père, plus ou moins grabataire et développant une repoussante hernie inguinale, se met en tête d'épouser une jeune fille par l'intermédiaire d'une entremetteuse, Haga Zohra. Rafik, pressentant que tout l'équilibre péniblement acquis peut s'effondrer avec l'arrivée d'une femme, met en place une stratégie pour empêcher le mariage.

## Adaptations
Le roman a été adapté par son auteur dans les années 1960 – version abandonnée puis revue et corrigée dans les années 1990 – pour le théâtre dans une pièce en trois actes. Par ailleurs, le réalisateur grec Nikos Panayotopoulos a adapté l'œuvre au cinéma en 1978 dans le film homonyme qui remportera la même année le Léopard d'or au Festival international du film de Locarno.

## Éditions et traductions
- Éditions Domat, Paris, 1948.
- Éditions Robert Laffont, 1964, rééd. 1991.
- Éditions Gallimard, coll. « Folio », no 949, 1977.
- Éditions Joëlle Losfeld, coll. « Arcanes », 1996, rééd. 1999 et 2004  (ISBN 978-2-84-412033-5).
- Adaptation théâtrale, Éditions Joëlle Losfeld, 1994,  (ISBN 978-2-07-078910-8).
- Œuvres complètes II, éditions Joëlle Losfeld, 2005,  (ISBN 978-2-07-078991-7).
- (en) Laziness in the Fertile Valley, trad. William Goyen, New Directions Publishing, 1953.
- (pt) Mandriões no Vale Fértil, éd. Antígona, 1999.
- (it) I fannulloni nella valle fertile, trad. Giuseppe Samonà, éd. Einaudi, 2016[3].